# Alto Estanqueiro - Jardia
A Freguesia de Alto Estanqueiro - Jardia é uma antiga freguesia portuguesa do Município de Montijo, a qual tinha 11,16 km² de área e 2846 habitantes (2011), e, por isso, uma densidade populacional de 255 hab./km².
Em 2013, Freguesia de Alto Estanqueiro - Jardia foi extinta (agregada) pela reorganização administrativa de 2012/2013, tendo o seu território sido agregado ao da Freguesia de Atalaia para criar a União das Freguesias de Atalaia e Alto Estanqueiro-Jardia.

## População
| População da freguesia de Alto-Estanqueiro-Jardia | População da freguesia de Alto-Estanqueiro-Jardia | População da freguesia de Alto-Estanqueiro-Jardia | População da freguesia de Alto-Estanqueiro-Jardia | População da freguesia de Alto-Estanqueiro-Jardia | População da freguesia de Alto-Estanqueiro-Jardia | População da freguesia de Alto-Estanqueiro-Jardia | População da freguesia de Alto-Estanqueiro-Jardia | População da freguesia de Alto-Estanqueiro-Jardia | População da freguesia de Alto-Estanqueiro-Jardia | População da freguesia de Alto-Estanqueiro-Jardia | População da freguesia de Alto-Estanqueiro-Jardia | População da freguesia de Alto-Estanqueiro-Jardia | População da freguesia de Alto-Estanqueiro-Jardia | População da freguesia de Alto-Estanqueiro-Jardia |
| ------------------------------------------------- | ------------------------------------------------- | ------------------------------------------------- | ------------------------------------------------- | ------------------------------------------------- | ------------------------------------------------- | ------------------------------------------------- | ------------------------------------------------- | ------------------------------------------------- | ------------------------------------------------- | ------------------------------------------------- | ------------------------------------------------- | ------------------------------------------------- | ------------------------------------------------- | ------------------------------------------------- |
| 1864                                              | 1878                                              | 1890                                              | 1900                                              | 1911                                              | 1920                                              | 1930                                              | 1940                                              | 1950                                              | 1960                                              | 1970                                              | 1981                                              | 1991                                              | 2001                                              | 2011                                              |
|                                                   |                                                   |                                                   |                                                   |                                                   |                                                   |                                                   |                                                   |                                                   |                                                   |                                                   |                                                   | 2 221                                             | 2 722                                             | 2 846                                             |

Freguesia criada pela Lei nº 82/85,  de 4 de Outubro, com lugares desanexados da freguesia do Montijo.
| Distribuição da População por Grupos Etários | Distribuição da População por Grupos Etários | Distribuição da População por Grupos Etários | Distribuição da População por Grupos Etários | Distribuição da População por Grupos Etários | Distribuição da População por Grupos Etários | Distribuição da População por Grupos Etários | Distribuição da População por Grupos Etários | Distribuição da População por Grupos Etários | Distribuição da População por Grupos Etários |
| -------------------------------------------- | -------------------------------------------- | -------------------------------------------- | -------------------------------------------- | -------------------------------------------- | -------------------------------------------- | -------------------------------------------- | -------------------------------------------- | -------------------------------------------- | -------------------------------------------- |
| Ano                                          | 0-14 Anos                                    | 15-24 Anos                                   | 25-64 Anos                                   | > 65 Anos                                    |                                              | 0-14 Anos                                    | 15-24 Anos                                   | 25-64 Anos                                   | > 65 Anos                                    |
| 2001                                         | 384                                          | 372                                          | 1 501                                        | 465                                          |                                              | 14,1%                                        | 13,7%                                        | 55,1%                                        | 17,1%                                        |
| 2011                                         | 419                                          | 297                                          | 1 498                                        | 632                                          |                                              | 14,7%                                        | 10,4%                                        | 52,6%                                        | 22,2%                                        |

Média do País no censo de 2001:  0/14 Anos-16,0%; 15/24 Anos-14,3%; 25/64 Anos-53,4%; 65 e mais Anos-16,4%
Média do País no censo de 2011:   0/14 Anos-14,9%; 15/24 Anos-10,9%; 25/64 Anos-55,2%; 65 e mais Anos-19,0%

## Descrição Heráldica
- Brasão: escudo de prata, uma cruz da Ordem de Santiago, de vermelho, uma roda dentada de azul, uma espiga de milho de ouro, folhada de verde e um pinheiro arrancado de verde, frutado de ouro, as quatro figuras dispostas em cruz. Coroa mural de três torres de prata. Listel branco, com a legenda a negro: “Alto Estanqueiro – Jardia”.

- Bandeira: de vermelho. Cordão e borlas de prata e vermelho. Haste e lança de ouro.

- Selo: nos termos da Lei, com a legenda: “Junta de Freguesia de Alto Estanqueiro – Jardia – Montijo”.